# Sunday River
Der Sunday River ist ein linker Nebenfluss des Androscoggin River im Oxford County im Südwesten des US-Bundesstaats Maine.
Der Sunday River entspringt nahe dem Mount Carlo in der Mahoosuc Range. Er fließt in überwiegend östlicher Richtung über eine Strecke von 23 km bis zu seiner Mündung in den Androscoggin River etwa 5 km nördlich von Bethel.
Die unteren 12 km des Sunday River sind mit dem Kanu befahrbar, wobei es Stromschnellen vom Schwierigkeitsgrad II–III gibt.
Südlich des Flusslaufs des Sunday River befindet sich das gleichnamige Skigebiet Sunday River.

## Gedeckte Brücken
Etwa 8 km oberhalb der Mündung überspannt die 1872 erbaute gedeckte Brücke Sunday River Bridge den Fluss.